# 奥普格
奥普格是德国图林根州的一个市镇。总面积15.75平方公里，总人口1265人，其中男性652人，女性613人（2011年12月31日），人口密度80人/平方公里。